# Natasha Bedingfield
Natasha Anne Bedingfield (Haywards Heath, 26 november 1981) is een Britse zangeres. Ze is de zus van Daniel Bedingfield, die eveneens zanger is.

## Levensloop
Natasha Bedingfield groeide met haar broer Daniel en zusje Nikola (beiden ook actief in de muziek) op in Lewisham, net buiten Londen. Haar ouders zijn afkomstig uit Nieuw-Zeeland. Als tiener trad Natasha met broer en zusje op in een eigen band genaamd The DNA Algorithm. Na de middelbare school koos ze voor een studie psychologie maar staakte deze studie en concentreerde zich daarna op een carrière in de muziekwereld.

### Loopbaan
In 2003 tekende Bedingfield een contract bij label SONY&BMG en werkte met diverse producers en songwriters als Steve Kipner, Andrew Frampton en Wayne Wilkins aan haar eerste album. Ze bracht in het najaar van 2004 in het Verenigd Koninkrijk het nummer Single uit, dat het goed deed in de Britse charts. In de rest van Europa, waaronder Nederland, brak ze door met haar tweede single These words. In veel landen werd dit vrolijke nummer een grote hit waaronder een nummer 1-notering in Engeland. Later dat jaar verscheen het debuutalbum Unwritten, dat voorafging aan de gelijknamige single en ook een succes werd. I bruise easily verscheen als laatste single van het album en kwam uit in maart 2005.
Op 14 april 2005 gaf ze haar eerste concert in Nederland in de Melkweg in Amsterdam. Het tweede deel van 2005 besteedde Natasha aan promotie in de Verenigde Staten. De eerste stap werd gezet met de Amerikaanse release van de single die haar een ster maakte in Europa: These words. Een nieuw opgenomen videoclip die veel gespeeld werd op televisie zorgde ervoor dat de single uiteindelijk de 17e plaats van de Amerikaanse Billboard Hot 100 bereikte. De Amerikaanse persing van het album bereikte snel de gouden status. Het succes werd in de VS verlengd door de single-release van Unwritten. Het nummer had een aantal maanden nodig om populair te worden maar bereikte uiteindelijk een vijfde plaats in de Billboard Hot 100. Hoewel de single niet op de eerste plaats heeft gestaan, was hij toch de best verkochte single in de VS in 2006. De opvolger Single deed het minder goed. Toch had ze ook in de VS een grote bekendheid bereikt.
In 2006 begon Natasha met de opnames van haar tweede album. De plaat verscheen in april 2007 onder de titel N.B. met het nummer I wanna have your babies als eerste single. De tweede single was de ballad Soulmate die opnieuw een succes was. In de zomer van 2007 verzorgde Natasha het voorprogramma van de Europese tour van Justin Timberlake. Haar succes in de VS kreeg een vervolg met het speciaal voor het Amerikaanse publiek gemaakte album Pocketful of sunshine waarvan het nummer Love like this met Sean Kingston een 11de plaats in de Billboard Hot 100 bereikte. Vanwege promotie-activiteiten in de VS was Bedingfield genoodzaakt haar Britse tournee te verplaatsen naar het najaar van 2008. Daarna werd haar tweede single Pocketful of sunshine uitgebracht. Het werd na Unwritten haar tweede top 5-hit in Amerika.
In 2009 scoorde Bedingfield een hitje met Bruised water, een samenwerking met Chicane. In 2011 bracht ze samen met Simple Plan het nummer Jet lag uit, dat in verschillende landen de hitparades haalde. Haar in 2011 uitgebrachte album Strip me away is de Europese versie van het album Strip me.

## Discografie

### Albums
| Album met eventuele hitnotering(en) in de Nederlandse Album Top 100 | Datum van verschijnen | Datum van binnenkomst | Hoogste positie | Aantal weken | Opmerkingen                  |
| ------------------------------------------------------------------- | --------------------- | --------------------- | --------------- | ------------ | ---------------------------- |
| Unwritten                                                           | 11-10-2004            | 30-10-2004            | 16              | 44           | Platina                      |
| Pocketful of sunshine                                               | 27-04-2007            | -                     |                 |              |                              |
| N.B.                                                                | 11-05-2007            | 12-05-2007            | 13              | 18           |                              |
| Strip me                                                            | 07-12-2010            | -                     |                 |              |                              |
| Strip me away                                                       | 13-05-2011            | -                     |                 |              | Europese versie van Strip me |

| Album met hitnotering(en) in de Vlaamse Ultratop 200 albums | Datum van verschijnen | Datum van binnenkomst | Hoogste positie | Aantal weken | Opmerkingen |
| ----------------------------------------------------------- | --------------------- | --------------------- | --------------- | ------------ | ----------- |
| Unwritten                                                   | 2004                  | 22-01-2005            | 73              | 13           |             |

### Singles
| Single met eventuele hitnotering(en) in de Nederlandse Top 40 | Datum van verschijnen | Datum van binnenkomst | Hoogste positie | Aantal weken | Opmerkingen                                       |
| ------------------------------------------------------------- | --------------------- | --------------------- | --------------- | ------------ | ------------------------------------------------- |
| Single                                                        | 2004                  | 31-07-2004            | tip8            | -            | Nr. 80 in de Mega Top 50                          |
| These words                                                   | 2004                  | 18-09-2004            | 4               | 16           | Nr. 6 in de Mega Top 50 / Alarmschijf             |
| Unwritten                                                     | 2005                  | 15-01-2005            | 5               | 13           | Nr. 8 in de Mega Top 50 / Alarmschijf             |
| I bruise easily                                               | 2005                  | 23-04-2005            | 13              | 8            | Nr. 37 in de Mega Top 50                          |
| I wanna have your babies                                      | 13-04-2007            | 05-05-2007            | 23              | 6            | Nr. 29 in de Mega Top 50                          |
| Soulmate                                                      | 14-09-2007            | 21-07-2007            | 24              | 7            | Nr. 24 in de Mega Top 50                          |
| Say it again                                                  | 2007                  | 12-01-2008            | tip17           | -            | met Adam Levine                                   |
| Bruised water                                                 | 08-05-2009            | 23-05-2009            | 22              | 6            | met Chicane / Nr. 35 in de Mega Top 50            |
| Pocketful of sunshine                                         | 18-04-2011            | 07-05-2011            | tip7            | -            | Nr. 88 in de B2B Single Top 100                   |
| Jet lag                                                       | 25-04-2011            | 11-06-2011            | 19              | 11           | met Simple Plan / Nr. 81 in de B2B Single Top 100 |
| Strip me                                                      | 2011                  | 27-08-2011            | tip17           | -            |                                                   |
| Shake up Christmas 2011                                       | 28-11-2011            | 24-12-2011            | 25              | 3            | Nr. 58 in de B2B Single Top 100                   |

| Single met hitnotering(en) in de Vlaamse Ultratop 50 | Datum van verschijnen | Datum van binnenkomst | Hoogste positie | Aantal weken | Opmerkingen                 |
| ---------------------------------------------------- | --------------------- | --------------------- | --------------- | ------------ | --------------------------- |
| These words                                          | 2004                  | 02-10-2004            | 15              | 16           | Nr. 6 in de Radio 2 Top 30  |
| Unwritten                                            | 2005                  | 29-01-2005            | 22              | 16*          | Nr. 10 in de Radio 2 Top 30 |
| I bruise easily                                      | 2005                  | 21-05-2005            | tip4            | -            |                             |
| I wanna have your babies                             | 2007                  | 14-04-2007            | tip4            | -            |                             |
| Soulmate                                             | 2007                  | 28-07-2007            | tip17           | -            |                             |
| Bruised water                                        | 2009                  | 30-05-2009            | 30              | 4            | met Chicane                 |
| Pocketful of sunshine                                | 2011                  | 04-06-2011            | tip20           | -            |                             |
| Jet lag                                              | 2011                  | 23-07-2011            | tip39           | -            | met Simple Plan             |
| Shake up Christmas 2011                              | 2011                  | 17-12-2011            | tip32           | -            |                             |
| Unicorn                                              | 2016                  | 12-03-2016            | tip             | -            | met Basto                   |

### NPO Radio 2 Top 2000
| Nummer met noteringen in de NPO Radio 2 Top 2000 | '11  | '12-'17 | '18  | '19  | '20  | '21  | '22  | '23  | '24 |
| ------------------------------------------------ | ---- | ------- | ---- | ---- | ---- | ---- | ---- | ---- | --- |
| Unwritten                                        | 1972 | -       | 1302 | 1460 | 1543 | 1550 | 1404 | 1364 | 637 |

1. ↑  Een '-' betekent dat het nummer niet was genoteerd en een vetgedrukt getal geeft de hoogste notering aan.
2. ↑  2011 was het eerste jaar met een notering voor dit nummer.

## Trivia
- Natasha is christen en nam in 2004 enkele nummers op voor haar kerk, de pinkstergemeente Hillsong Church London, die op het worshipalbum Shout God's Fame kwamen. "Ik ben met de Bijbel opgevoed en het heeft me gevormd tot wie ik ben", zegt ze in een interview op de website Monsters & Critics. "Ik ben trots op mijn brandschone imago". Ze zegt steun te vinden in haar geloof en komt daar rond voor uit.[1]
- Natasha is op 21 maart 2009 in het Californische Malibu getrouwd met de Amerikaanse zakenman Matthew Robinson.[2]